# Overture The New Age (Arnell)
Richard Arnell componeerde Overture The New Age binnen een maand in 1939; hij begon op 22 september en voltooide de 65 bladzijden muziek op 9 oktober.

## Geschiedenis
Het is onduidelijk waarvoor deze ouverture is geschreven. De oorspronkelijke titel was Highgate Hill. De première was in het volgende programma op 13 januari 1941 in Carnegie Hall in het tweede concert uit de "Monday evening" serie van het National Orchestral Association:
1. Richard Arnell - Overture The New Age;
2. David Diamond - Psalm for Orchestra;
3. Sergej Prokofjev - Romeo and Juliet.

Het is opgedragen aan iemand; de componist heeft de naam echter doorgekrast. De compositie duurt circa 10 minuten.

## Orkestratie
- 1 piccolo, 2 dwarsfluiten, 2 hobo’s 2 klarinetten, 2 fagotten,
- 4 F-hoorns, 3 trompetten, 3 trombones, 1 tuba
- 1 stel pauken, 1 grote trom,
- eerste violen, tweede violen, altviolen, celli, contrabassen.

## Bron
- Cd-uitgave 2005 door Dutton Digital.
- richardarnell.com